# Ясенець (Вармінсько-Мазурське воєводство)
Ясенець (пол. Jasieniec, нім. Groß Eschenort) — село в Польщі, у гміні Круклянки Гіжицького повіту Вармінсько-Мазурського воєводства.
Населення — 129 осіб (2011).
У 1975—1998 роках село належало до Сувальського воєводства.

## Демографія
Демографічна структура станом на 31 березня 2011 року:
|          | Загалом | Допрацездатний вік | Працездатний вік | Постпрацездатний вік |
| -------- | ------- | ------------------ | ---------------- | -------------------- |
| Чоловіки | 66      | 21                 | 41               | 4                    |
| Жінки    | 63      | 10                 | 41               | 12                   |
| Разом    | 129     | 31                 | 82               | 16                   |